# Iglesia de San José (Urrao)
La Iglesia de San José es una iglesia colombiana bajo la advocación de San José localizada en el parque Principal de Urrao (Antioquia), municipio donde es el principal templo religioso. Hace parte de la arquidiócesis de Santa Fe de Antioquia, específicamente de la Vicaría Foránea de Nuestra Señora del Perpetuo Socorro de ésta diócesis. Fue diseñado por el arquitecto autodidacta Horacio Marino Rodríguez.

## Historia
El 12 de enero de 1801 Urrao fue erigido en parroquia por el obispo de Popayán, Monseñor Ángel Velarde y Bustamante. Ya en el censo de 1808 se habla de una capilla de paja en el costado oriental del parque principal.
Ángel José Montoya Holguín, nacido en 1799, ordenado en 1825 y fallecido en 1870, fue el primer sacerdote urraense; quien derribó la capilla para construir una iglesia de tapia y teja de barro, de tres naves; igualmente construyó el cementerio municipal de Urrao y su capilla, la cual, en 1930 sería demolida por Honoro Cossio.
En 1879, cuando era párroco el presbítero Pedro C. Valenzuela, San Antonio se apareció a una niña en un charco, lo que desencadenó una serie de milagros, convirtiendo rápidamente a Urrao en sitio de peregrinación. Al año siguiente (1880), llega como nuevo párroco el presbítero Félix A. Moreno, oriundo de Medellín, y fue párroco de Urrao hasta 1885. 
Urrao al ser un sitio de peregrinación, atrajo a más feligreses de los que normalmente se hallaban en el pueblo, por lo cual, se pensó en construir un nuevo templo que reemplazara al edificado por Montoya y que fuera adecuada al desarrollo del pueblo. No obstante, la población se dividió en dos grupos, pues unos querían que quedara en la plaza Principal (donde está actualmente), mientras que otros aspiraban a que sé ubicara en La Mesa, barrio habitado por un sector de los más pudientes del pueblo, ubicado en la carrera Olimpia, entre calles 24 y 26. Para decidir entre los dos sitios, se acordó realizar dos procesiones, dotadas de sus respectivas banderas, con destino a los lugares en disputa, de tal manera que la que contara con un mayor número de concurrentes, sería la ganadora; como el párroco, Félix A. Moreno, que prefería la plaza Principal, incluyó dentro de su procesión una banda musical, lo que atrajo la mayoría de la población y de esta manera se resolvió el pleito. 
El padre Moreno colocó la primera piedra en junio de 1880, y, algún tiempo después, se conformó La Junta Directiva del templo en construcción, la cual se encargó de comprar el terreno, de 25 varas de frente por 50 de largo (o sea 20 por cuarenta metros), en 188 pesos, a Manuel Salvador Rivera y otros, en 1884. La construcción del templo tuvo dos problemas centrales: la escasez de fondos y la falta de planos, lo que condujo al empirismo, ya que los diferentes curas y maestros de obra, faltos de conocimientos sobre arquitectura, hacían y deshacían, según sus puntos de vista y caprichos.
Ildefonso Tirado Guzmán, urraense, párroco sucesor de Moreno, regaló una campana a la iglesia. En 1891 José María Botero, también sacerdote comenzó a construir el primer hospital de Urrao en el costado norte de la plaza, pero terminó convertido en la casa cural. Entre 1895 y 1897 el párroco de Urrao fue José María Nilo Hincapié, quien avanzó en la construcción del templo, fue sucedido por José Lisandro Valderrama, quien fue párroco los tres últimos años del siglo XIX, a su vez, fue sucedido por el guatemalteco José María González, párroco hasta 1913, fue éste el encargado de inaugurar la iglesia, en 1911 aun sin terminar, mismo año en que se derribó la iglesia construida por Montoya, para extraer materiales de ésta.
El templo cuando fue inauguró solo contaba con la nave central, con una torre al frente, cubiertas ambas con techo de dos aguas, de teja de barro, puerta de marco rectangular, piso de madera y cúpula, de media naranja, que sigue siendo la misma. Posteriormente, los presbíteros Juan de J. Arroyave y Antonio Jiménez, el primero de ellos nacido en Santa Rosa de Osos, quienes ejercieron entre 1913 y 1915, terminaron las naves laterales, con tejados de media agua. 
En 1912, aprovechando la presencia del arquitecto antioqueño Horacio Marino Rodríguez, venido de Medellín para diseñar la pila de la plaza, se le contrató para que hiciera el plano final del frontispicio y parte del interior; el estilo que utilizó fue un semígótíco, el que tiene actualmente.
Le correspondió desarrollar estas obras al párroco el español Ceferino Crespo, entre 1919 y 1924, para lo cual hizo demoler algunas partes de la construcción, como el techo de la torre de la fachada principal, cuya altura fue elevada añadiéndole un cuadrado con dos ventanas en cada lado, sobre el cual se colocó, como complemento, una aguja, también de cuatro caras, rematada con una cruz; a los lados de la torre, en la fachada principal justo la parte que abarca cada una de las naves laterales fueron adornadas, con respectivas balaustradas que no dejan ver los tejados; la entrada principal, sobre la cual se diseñó un rosetón, fue enmarcada por algo así como dos columnas que sobresalen y rematan en pequeñas torres; y las tres puertas, lo mismo que las ventanas las arcadas internas que separan las naves, el presbiterio y los nichos de madera del altar mayor, fueron adornados con arcos ojivales. Hacia 1924 estos trabajos habían terminado ya que el 24 de septiembre de dicho año fue colocado el reloj en la torre, el cual había sido adquirido por Crespo. 
El mismo sacerdote adelantó otras importantes obras, como el altar, púlpito, columnas, coro, cielorrasos, vidrieras y hornacinas; trajo bellas imágenes, unas de madera y otras enyeso, tanto de Barcelona, España (el Corazón de Jesús y la Virgen de las Mercedes), como de Medellín, además de las que fueron fabricadas por urraeños, entre los cuales recordamos a Jesús María Hurtado y Ascensión Serna, La Santera.
En 1927, la Sociedad de Mejoras Públicas, con sus propios recursos, y por el sistema de "convite", en el que participó buen aparte de la población trayendo arena del río, se construyó el atrio. A finales de la década del 30, el presbítero Manuel Ardía le cambió el piso de madera por baldosa, gracias a los aportes de la comunidad (varias personas donaron distintas cantidades de metros cuadrados), además le transformó las columnas y el pináculo de la torre que revistió de cobre y le consiguió la campana grande, de 30 arrobas. Por mucho tiempo la fachada principal tuvo el ladrillo a la vista, pero luego fue revocada y, en el transcurso del tiempo, pintada de diversos colores, como gris, rosado y verde.
Otro tema que tuvo que ver con la iglesia, fue el de la luz eléctrica, que generó fuertes enfrentamientos entre algunos Concejales y la Parroquia, ya que esta exigía que dicho servicio, así como el de agua, se prestara gratuitamente; por Acuerdo 8 de 1927, la luz eléctrica fue cedida gratuitamente para el interior de la iglesia, lo cual fue ratificado en los años siguientes, hasta 1948, cuando dicha gratuidad fue parcial para este servicio, así como para el acueducto y alcantarillado.
En 1971, en cumplimiento de normas generadas por el Concilio Vaticano II, sobre la sencillez de los templos y los altares, se retiraron todas las imágenes, quedando solamente el crucifijo, se cubrieron los nichos del altar mayor con triplex, se eliminaron el púlpito (parte del cual terminó pudriéndose en el solar), el comulgatorio (vendido para anticuario) y la mesa del altar (que fue a dar a la capilla del Asilo). A fínes de la década del noventa, el párroco Diego Rivera Seguro, volvió las imágenes a su lugar.